# Kenta Tsugami
Kenta Tsugami (jap. 津上 研太, Tsugami Kenta; * 20. August 1965) ist ein japanischer Jazzmusiker (Saxophone).
Kenta Tsugami hatte Unterricht bei Yoshio Otomo und George Otsuka, als er das College besuchte; 1987 trat er erstmals als professioneller Musiker mit Otsuka und Ryōjirō Furusawa auf. In den folgenden Jahren spielte er u. a. mit Imawano Kyoshiro, Akira Sakata, ab den 1990er-Jahren u. a. mit Kurumi Shimizu (Kurumisan 1995/96) und ab Ende des Jahrzehnts in Otomo Yoshihides New Jazz Ensemble und New Jazz Quintet. Außerdem gehörte er der Formation Date Course Pentagon Royal Garden an und witkte bei Aufnahmen von Yosuke Yamashita (Dr. Kanzo, 1998), Aketagawa Shoji & Aketa Nishiogi Sentimental Philharmony Orchestra (Small Papillon, 1999), Chie Ayado und Naruyoshi Kikuchi (Degustation A Jazz, 2004) mit. 2000 gründete er die Band Bozo, für die er auch komponierte und arrangierte. Der Formation gehörten Hiroshi Minami (Piano), Hiroaki Mizutani (Bass) und Akira Sotoyama (Schlagzeug) an; ein erstes Album erschien auf Body Electric Records. Im Bereich des Jazz listet ihn Tom Lord zwischen 1995 und 2006 bei elf Aufnahmesessions.